# Rainer Hess (Jurist)
Rainer Hess (* 6. November 1940 in Frankfurt am Main) ist Jurist und war bis 2012 der Vorsitzende des Gemeinsamen Bundesausschusses, des wichtigsten Steuerungsgremiums im Gesundheitswesen in Deutschland.

## Leben
Hess studierte zunächst Mathematik und anschließend von 1961 bis 1965 Rechtswissenschaft an den Universitäten FU Berlin, Kiel und Köln. Er legt 1969 das zweite Staatsexamen ab und promovierte 1972 im Steuerrecht.
Rainer Hess wurde 1969 Justitiar des Verbands leitender Krankenhausärztinnen und -ärzte. 1971 wechselte er in die gemeinsame Rechtsabteilung von Bundesärztekammer und Kassenärztlicher Bundesvereinigung, deren Justitiar er wurde. Von 1988 bis 2003 war er Hauptgeschäftsführer der Kassenärztlichen Bundesvereinigung. Mit Errichtung des Gemeinsamen Bundesausschusses war er, berufen von den Trägerorganisationen (Spitzenverbände der gesetzlichen Krankenkassen, Kassenärztliche Bundesvereinigung, Kassenzahnärztliche Bundesvereinigung, Deutsche Krankenhausgesellschaft), von 2004 bis 2012 dessen erster sogenannter unparteiischer Vorsitzender.
Am 10. November 2012 wurde Hess wegen seiner Verdienste um die Belange der wissenschaftlichen Medizin mit der Ehrenmedaille der Arbeitsgemeinschaft der Wissenschaftlichen Medizinischen Fachgesellschaften (AWMF) ausgezeichnet. 2013 hat er das Ehrenzeichen der deutschen Ärzteschaft erhalten.